# Serie UP
La Serie UP (conosciuta anche come UP chair o col nome delle singole poltrone) è una famiglia di sedute progettate dal designer italiano Gaetano Pesce e prodotte, a partire dal 1969, dall'azienda italiana d'arredamento C&B (Cassina & Busnelli). Dopo la riorganizzazione societaria, che ha portato l'azienda a essere ridenominata in B&B Italia, la serie UP è stata riproposta nell'anno 2000 da quest'ultima. Nel 2009 sono stati festeggiati i primi 40 anni di vita delle sedute, con diverse esposizioni e versioni speciali.
La UP5 (insieme alla "sorella" UP6) sin dal suo debutto è stata subito riconosciuta simbolo del design italiano ed è divenuta uno dei prodotti di disegno industriale più famosi al mondo, nonché maggiore testimonianza del design radicale e dell'arredamento anni sessanta/settanta. La serie (prevalentemente col modello UP5) fa parte della collezione permanente di molti musei, come quella del Triennale Design Museum di Milano, del MoMA di New York (in questo caso col modello UP1), del Museo di belle arti di Montréal, del Vitra Design Museum; ma è stata esposta in mostre e musei, dedicati al design, all'arredamento e all'arte contemporanea, di tutto il mondo.

## Contesto sociale/artistico

### Il design radicale
Fortemente condizionato dalla situazione artistica presente in Italia negli anni di esordio dell'artista, Gaetano Pesce, insieme ad altri artisti definiti "radicali" (termine coniato nel 1969 da Germano Celant per identificare quel movimento nato dall'esigenza di prendere le distanze da una cultura progettuale diffusa, nata nelle facoltà di architettura italiane strettamente legate al movimento moderno e al design razionale) prende una strada indipendente cercando un'espressione artistica nuova con una nuova visione di contemporaneo e di progettazione legata all'utilità. Gaetano Pesce vede quindi il design come un ulteriore mezzo che ha l'artista per esprimere il proprio pensiero, le proprie emozioni, contrapponendosi completamente al pensiero razionalista dove la forma doveva essere direttamente derivata dalla funzione. Pesce è proprio uno dei protagonisti del design radicale ed incarna nelle proprie opere il vero spirito della nuova avanguardia artistica che non si fermava a espressioni unicamente teoriche e concettuali, ma anzi faceva della sperimentazione pratica una delle sue armi più forti. 
L'espressività unita alla sperimentazione e alla ricerca portano l'artista all'utilizzo di nuove tecnologie e forme, volte non solo all'evasione ma anche all'integrazione nella società andando a influenzare il contesto culturale. Non è quindi il design o il prodotto di disegno industriale che nasce da un contesto sociale ma è l'oggetto a influenzare e quindi sensibilizzare ed avvicinare ad esso la società. La serie UP è uno dei frutti di questa visione dove ricerche emotive si uniscono a sperimentazione di forme e materiali al fine di comunicare sensazioni forti e contrastanti ma vicine a colui che li utilizza.

### Percorso progettuale
La serie di sedute UP non è solo uno dei risultati di Gaetano Pesce nel suo tentativo di conciliare l'arte con l'utilità ma è anche la concretizzazione di un lungo percorso di collaborazione fra il progettista genovese e l'azienda C&B sull'utilizzo di nuove tecnologie e materiali, in particolare sull'utilizzo del poliuretano, uno dei materiali in cui l'azienda italiana puntava di più in quegli anni. Dal punto di vista concettuale invece, Gaetano Pesce arriva a dar vita all'intera serie di sedute partendo da creazioni artistiche, come da sua abitudine. Anche in questo caso per l'artista italiano il design è solo uno dei tanti mezzi di comunicazione che un uomo può avere, e con esso trasmette emozioni, sensazioni e pensieri spesso legati all'uomo e alla società. Con la Serie UP Pesce va a scavare nel profondo dell'uomo, rievocando esigenze primitive e inconsce. Nei bozzetti artistici che precedono i concept che poi porteranno alla fase definitiva della serie UP, Gaetano Pesce raffigura elementi biologici in un contesto sì di fantasia ma non innaturale, che l'uomo può riconoscere come proprio habitat. Anche i riferimenti preistorici sono evidenti, quasi a richiamare l'uomo alle sue origini più naturali.
Illustrazioni posteriori alla presentazione ufficiale della serie sono più legate contesto sociale di quegl'anni: rappresentano scenari molto suggestivi che riprendono le forme armoniche e plastiche delle poltrone, profili puliti e tondeggianti, quasi innaturali e futuristici, con influenze di pop art e op art, in cui prevale lo stile di transizione fra anni sessanta e settanta.

### Ricerca formale e concettuale: Vela e Yeti
In contemporanea allo studio dei materiali e delle tecnologie, sia per la struttura che per gli imballaggi, la fase metaprogettuale che anticipa la serie finita può essere suddivisa in due parti rappresentate da due concept. La serie Up infatti racchiude al suo interno sia uno studio formale portato avanti da Gaetano Pesce e l'azienda C&B che prende vita con il concept "Vela" del 1968, dove già erano evidenti gli studi ergonomici e stilistici che poi si ritrovano nella UP5; sia uno studio concettuale, anticipato sempre nel 1968 dal concept "Yeti", realizzato anch'esso dal designer genovese insieme all'azienda C&B. Se Vela racchiudeva principalmente studi legati alla forma, Yeti si presentava come un ambiente vitale che dava una sensazione di protezione e comodità. Circondata da forme organiche che daranno poi vita alle varie poltrone della serie, emerge fra tutte un'imponente poltrona dalle forme squadrate ma dal materiale evidentemente confortevole.

## Descrizione del prodotto
La serie è formata da 7 sedute: UP1, UP2, UP3, UP4, UP5, UP6 e UP7. Mentre le prime sei sono frutto di una ricerca originale della forma, l'ultima consiste in un enorme piede che rievoca uno stile classico, come appartenente ad un'imponente statua in pietra di età romana e come essa estremamente fedele alla realtà; la UP7, come le altre sei della famiglia, è realizzata in poliuretano espanso. Tutte e sette le sedute sono frutto di una ricerca formale basata sull'anatomia e sulla biologia umana, riprendono infatti forme appartenenti a parti umane; anche la UP6 che è semplicemente una sfera, nei bozzetti artistici di Gaetano Pesce è presente come forma organica indefinita legata alla madre UP5. La serie, prodotta dalla C&B a partire dal 1969, rimase in commercio circa fino al 1973; nonostante questo breve tempo le sedute riscossero un enorme successo. La UP5 divenne un vero e proprio simbolo di quegl'anni e del design radicale, venne usata non solo come semplice seduta, ma anche come elemento scenografico soprattutto in fotografia o come elemento di decorazione. L'intera serie viene riproposta nel 2000 dalla B&B Italia, questa riedizione non si è limitata alla riproposta delle sedute con rivestimenti nuovi e colori più moderni, ma è stata interessata da uno studio che ha modernizzato la tecnologia applicata ai materiali e al sistema di produzione.

### Caratteristiche del prodotto
Le sedute sono realizzate in schiuma di poliuretano flessibile a iniezione e rivestite da un tessuto elastico. Il modello originale veniva confezionato sottovuoto e occupava nell'imballaggio il 90% in meno dell'ingombro; l'imballaggio consisteva in una scatola piatta di cartone con un rivestimento interno in PVC che manteneva sottovuoto la seduta. Una volta scartata dall'imballaggio la seduta acquistava lentamente la sua forma definitiva grazie all'aria che penetrava all'interno delle celle del poliuretano e ne aumentava il volume. Per i modelli più grandi, come la UP5, il processo durava circa un'ora. Una volta raggiunta la forma definitiva la seduta non poteva più raggiungere la forma compatta, ma anzi acquistava una rigidità idonea a sostenere un'elevata forza peso. La nuova versione della Serie UP (UP 2000) non viene più venduta sottovuoto, ma già nella sua forma definitiva. La moderna edizione della UP è quindi realizzata in poliuretano flessibile a freddo "Bayfit" e rivestita in tessuto Jersey, con il fondo in iuta.

#### UP1

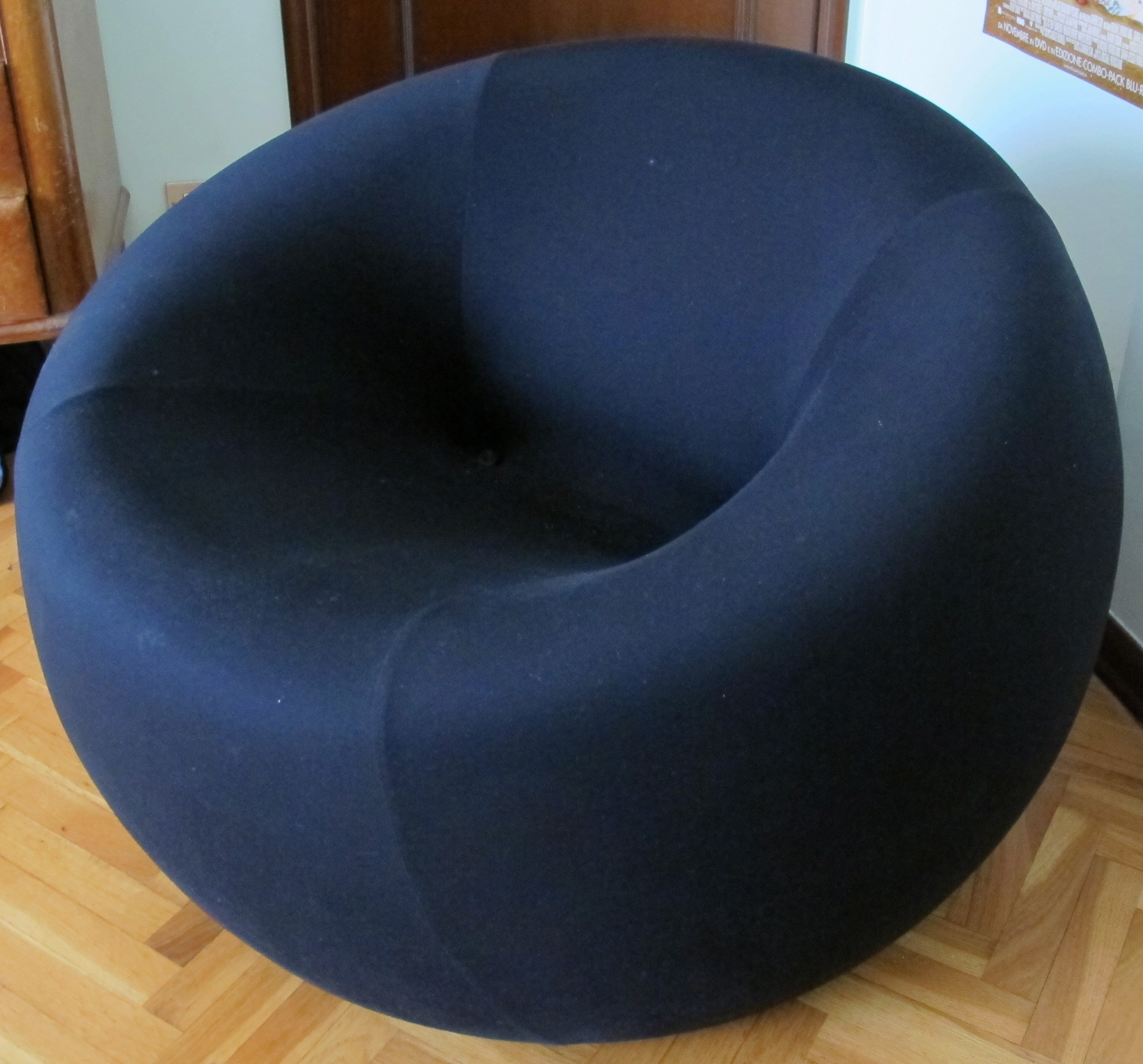
La UP1

Uno dei modelli più significativi della serie, la UP1 è una poltrona bassa; dal suo disegno derivano la UP2, la UP3 e la UP4. Ricorda un globulo rosso ed è uno dei modelli più venduti della serie nonché il secondo più famoso dopo la UP5.
| altezza profilo anteriore  | 450 mm  |
| altezza profilo posteriore | 670 mm  |
| larghezza massima          | 1000 mm |
| profondità massima         | 1000 mm |

#### UP2
Si tratta di un piccolo pouf che richiama in misura minore le forme della UP1 mantenendo quasi invariate le proporzioni. Nei disegni artistici di Pesce, antecedenti al progetto della serie di sedute, la UP2 aveva proporzioni diverse, era più tondeggiante e meno armoniosa, la parte convessa era molto più piccola; è stata poi adattata all'uso per accogliere più comodamente le natiche di colui che si siede.
| altezza profilo anteriore  | 320 mm |
| altezza profilo posteriore | 470 mm |
| larghezza massima          | 620 mm |
| profondità massima         | 620 mm |

#### UP3
La UP3 è una poltroncina dalle dimensioni simili alla UP1, ne cambiano però forma e proporzioni; la seduta infatti ha una forma che ricorda un glande, sopraelevata da terra da un fusto leggermente più sottile. È caratterizzata da due elementi decorativi frontali che ricordano proprio l'estremità distale del pene. Sebbene la poltrona abbia lo schienale più alto rispetto alla UP1 e appaia come più grande, le dimensioni massime risultano praticamente invariate e la seduta è leggermente più bassa, anche se meno infossata.
| altezza profilo anteriore  | 420 mm  |
| altezza profilo posteriore | 740 mm  |
| larghezza massima          | 1000 mm |
| profondità massima         | 1000 mm |

#### UP4
Consiste in un divano a due posti, di dimensioni compatte, è largo infatti poco più di una volta e mezza la UP1, dalla quale deriva formalmente in ogni sua parte. Le altre dimensioni rimangono invariate.
| altezza profilo anteriore  | 450 mm  |
| altezza profilo posteriore | 670 mm  |
| larghezza massima          | 1670 mm |
| profondità massima         | 1000 mm |

#### UP5
(Gaetano Pesce)

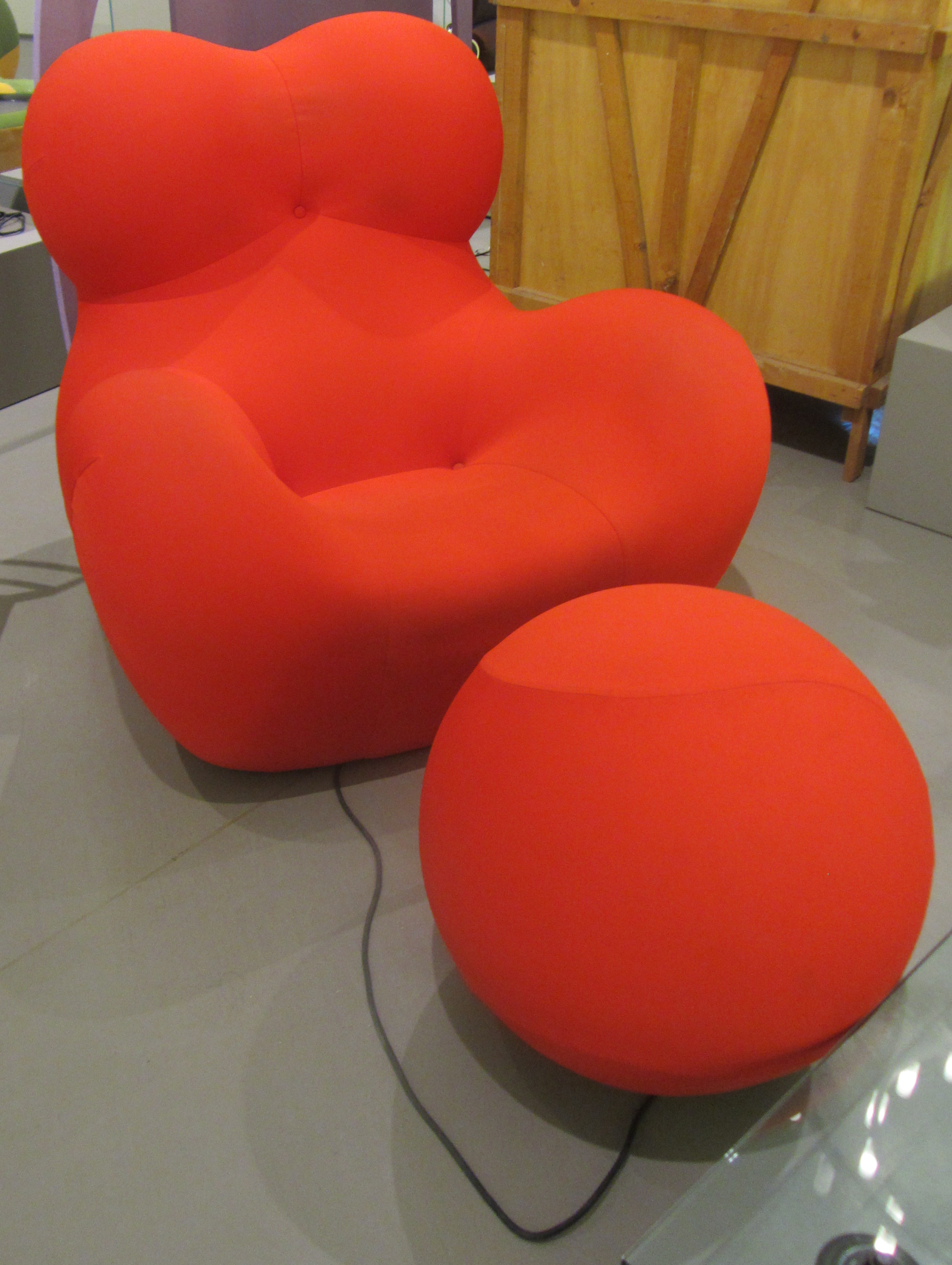
Le poltrone UP5 e UP6

La più famosa delle sette e divenuta uno dei simboli del design italiano, la UP5 (abbinata spesso alla UP6) è una grande poltrona avvolgente. Conosciuta anche col termine "Donna", la UP5 richiama proprio il grembo materno, simbolo di nascita e protezione: le sue forme avvolgenti infatti riproducono tali sensazioni. La poltrona è caratterizzata da forme sinuose e abbondanti, simboli di fertilità, come nelle veneri paleolitiche. Due grandi seni caratterizzano la parte superiore dello schienale, mentre la parte inferiore richiama le cosce, così che quando ci si siede ci si sente avvolti e protetti dalla madre come quando si era bambini. La poltrona non è solo un elogio alla donna ma è anche una critica alla vita dura che per natura le donne devono affrontare; alla UP5 infatti si può anche abbinare un poggiapiedi, la UP6, una grande sfera che ricorda una pesante palla, legata alla donna con una corda che richiama la fatica e il peso della vita. Tuttavia questa metafora non appariva nei bozzetti artistici di Gaetano Pesce, che vedevano la UP6 come figlia della UP5, legata ad essa tramite un cordone ombelicale.
| altezza seduta     | 420 mm  |
| altezza braccioli  | 670 mm  |
| altezza schienale  | 1030 mm |
| larghezza massima  | 1200 mm |
| profondità massima | 1300 mm |

#### UP6
La UP6 è un elemento sferico pensato come poggiapiedi e da abbinare alla UP5, legata ad essa con un filo. Una volta applicato il rivestimento, le cuciture dello stesso le danno la sembianza di una pallina da tennis.
| diametro sfera | ø 570 mm |

#### UP7
Dalle forme molto fedeli a quelle di un piede umano, la UP7 è l'unica della serie che riprende, senza modifiche, una forma già presente in natura (la UP6 ha la forma di un elemento geometrico perfetto, e quindi innaturale). Grazie alle sue grandi dimensioni e alle caratteristiche del poliuretano la UP7 diventa un'insolita seduta.
| altezza    | 830 mm  |
| larghezza  | 670 mm  |
| profondità | 1620 mm |